# 上海兴伟学院
上海兴伟学院是中华人民共和国的一所全日制民办普通高等学校，位于上海市浦东新区惠南镇城南路1635号。
2001年，上海托普信息技术职业学院成立。2011年，更名为上海兴韦信息技术职业学院。2014年，升格为上海兴伟学院。
该校的学费达149985元/年。

## 外部鏈接
- 上海興偉學院（页面存档备份，存于）